# Agalahatti, Sakleshpur
Agalahatti là một làng thuộc tehsil Sakleshpur, huyện Hassan, bang Karnataka, Ấn Độ.